# Sankt Eriksplan

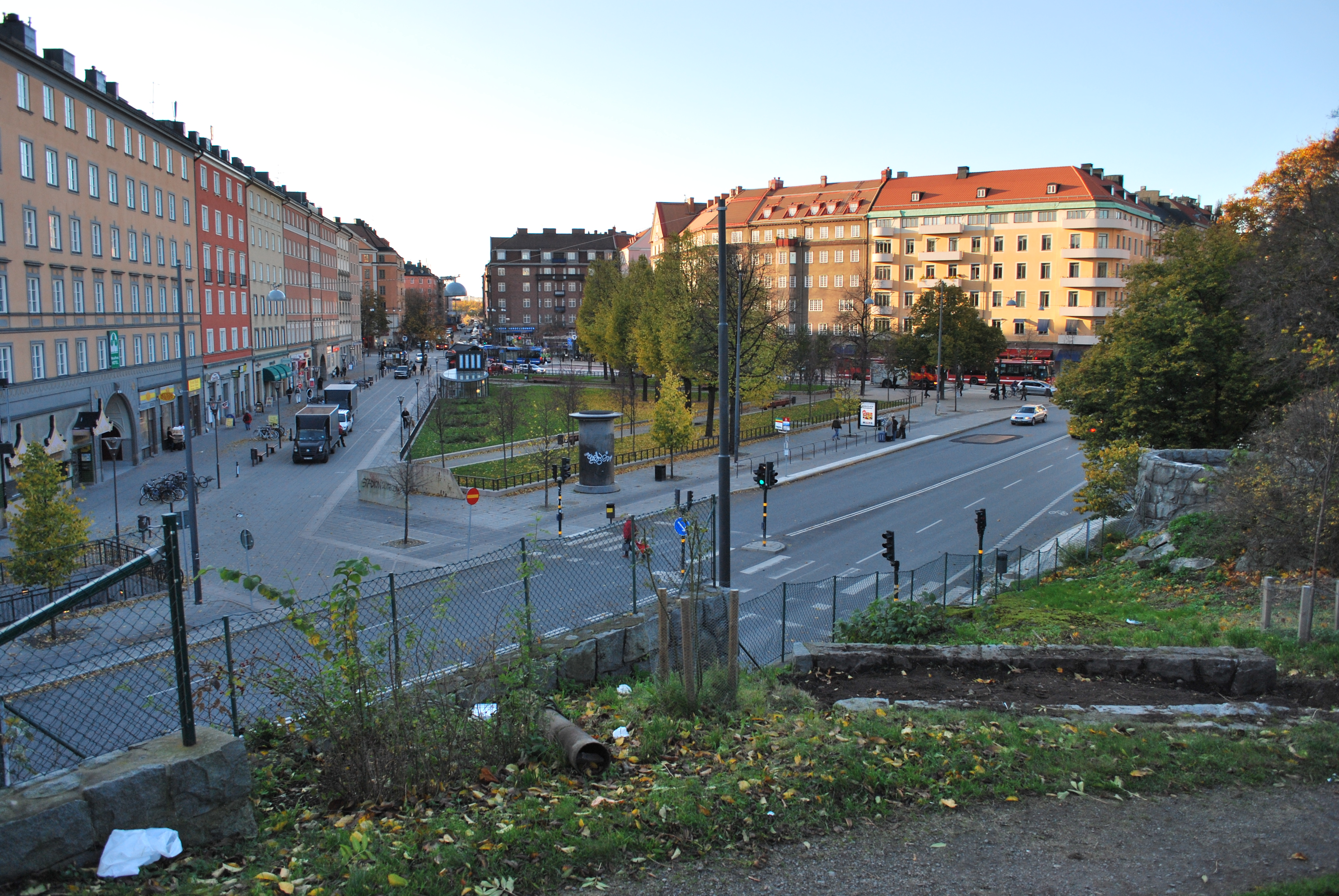
Sankt Eriksplan sedd från Vasaparken

360 graders bild från Sankt Eriksplan

Sankt Eriksplan är en trekantig park i Vasastaden i Stockholms innerstad mellan gatorna Torsgatan, Odengatan och Rörstrandsgatans förlängning. Mellan parken och Sankt Eriksgatan finns den (i tunnelbanans färdriktning) norra entrén till tunnelbanestationen S:t Eriksplan, som dock rent geografiskt ligger söder om den "södra" entrén, vilket kan leda till viss förvirring. Alldeles söder om S:t Eriksplan ligger det så kallade Atlasområdet och väster därom Rörstrand.
Under 1997 och 1998 genomfördes en större ombyggnad av trafiklösningen vid S:t Eriksplan.
S:t Eriksplan rustades under 2004 upp och ett underjordiskt parkeringshus byggdes samt nya tunnelbaneuppgångar. Gräsytor, gångvägar och mindre träd anlades vid ett parktorg.